# Karim Rouani
Karim Rouani (* 8. März 1982 in Bordeaux) ist ein ehemaliger französisch-marokkanischer Fußballspieler.

## Karriere
Karim Rouani spielte in seiner Jugend bei Girondins Bordeaux. Danach war der Stürmer für mehrere unterklassige französische Vereine aktiv. Im Jahre 2006 zog es ihn nach Belgien, dort ging Rouani für die Vereine Sprimont Comblain Sport und ROC Charleroi-Marchienne auf Torejagd. In der Winterpause der Saison 2008/09 wurde der Stürmer an den marokkanischen Erstligisten Olympique Safi ausgeliehen. Danach folgten zwei weitere Stationen in Finnland und in Portugal bei GD Chaves, ehe er 2010 zum ungarischen Spitzenklub Honvéd Budapest wechselte. Jedoch verließ Rouani auch Budapest wieder sehr schnell, denn in der darauf folgenden Saison spielte er in Thailand bei BEC-Tero Sasana und in der nächsten Saison war er für Perak FA in Malaysia am Ball. Zu Beginn der Spielzeit 2013/14 holte ihn Massimo Morales, unter dem er in Budapest schon spielte, nach Deutschland zu den Stuttgarter Kickers. Hier spielte er allerdings nur zweimal für dessen Reservemannschaft und beendete im Sommer 2014 seine aktive Karriere.